# Leptocentrus subflavus
Leptocentrus subflavus är en insektsart som beskrevs av Noualhier 1896. Leptocentrus subflavus ingår i släktet Leptocentrus och familjen hornstritar. Inga underarter finns listade i Catalogue of Life.